# Sven Bouland
Sven Bouland (* 22. Februar 2006) ist ein niederländischer Fußballspieler. Er spielt seit seinem 11. Lebensjahr für den FC Groningen und ist ein Innenverteidiger. Bouland gehört zudem auch zum Kader der Nachwuchsnationalmannschaften seines Geburtslandes Niederlande.

## Karriere

### Verein
Sven Bouland begann mit dem Fußballspielen bei JV Oosterwolde, bevor er in die Akademie des FC Groningen wechselte. Am 9. August 2024 gab er im Alter von 18 Jahren sein Profidebüt in der Eredivisie, als er beim 4:1-Sieg gegen NAC Breda mit Beginn der zweiten Halbzeit für Marvin Peersman eingewechselt wurde.

### Nationalmannschaft
Sven Bouland ist derzeit Teil des Kaders der Nachwuchsnationalmannschaften der Niederlande und trug bisher das Trikot von „Oranje“ in den Altersklassen U18. und U19.